# Dyfuzor Roberta

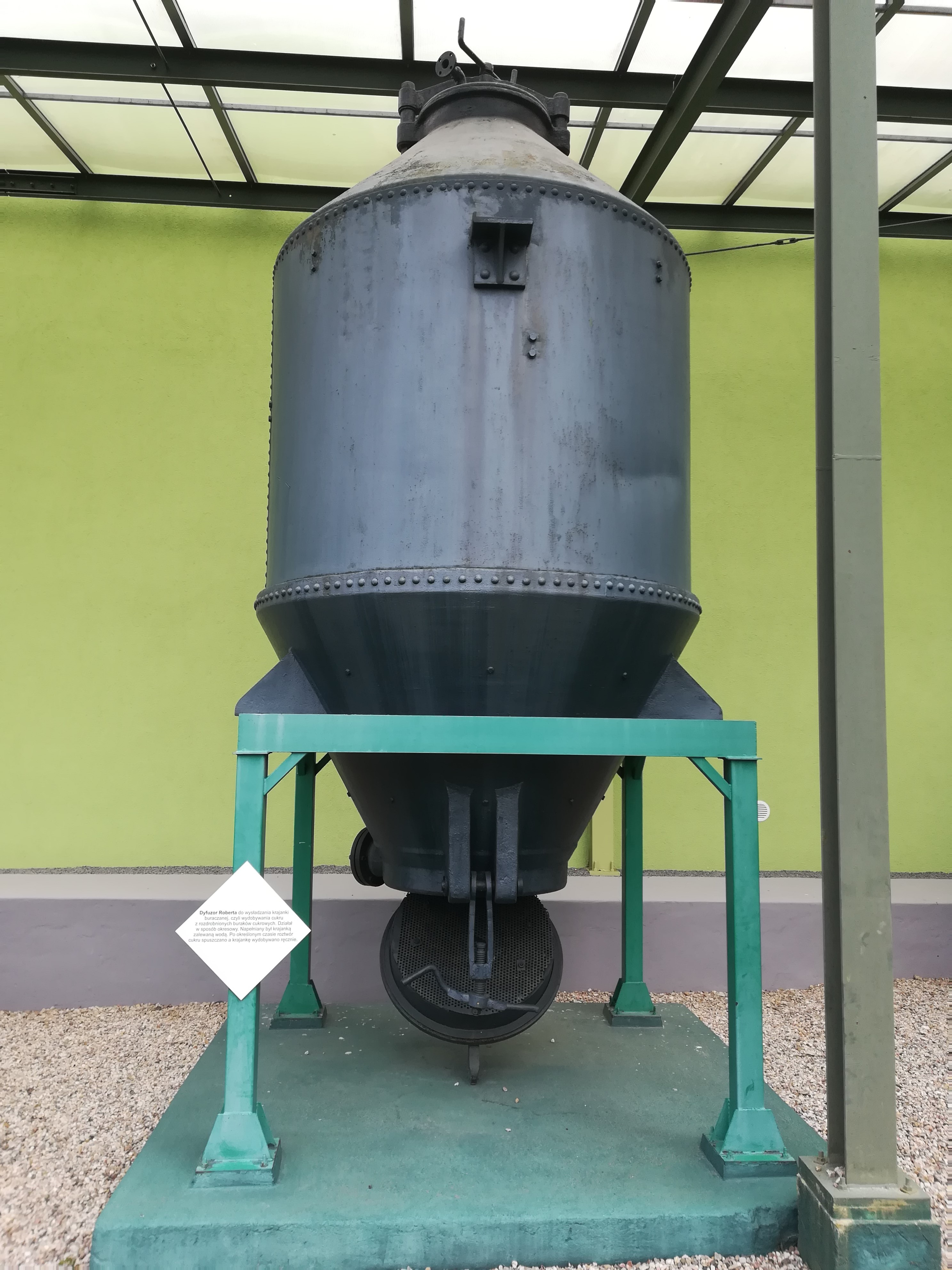
Dyfuzor Roberta z Cukrowni Izabelin w Glinojecku zainstalowany tam niedługo przed wybuchem II wojny światowej (w zbiorach Muzeum Rolnictwa w Szreniawie)

Dyfuzor Roberta – urządzenie użytkowane w przemyśle cukrowniczym do wysładzania krajanki buraczanej w cukrowniach, czyli pozyskiwania cukru z porozdrabnianych buraków cukrowych.
Urządzenie działało periodycznie, tj. dyfuzor napełniany był krajanką, zalewany wodą, a następnie opróżniany: roztwór cukru spuszczano poprzez zawór, natomiast krajankę wydobywano ręcznie.  
Dyfuzory Roberta nie są już używane – w cukrownictwie stosuje się obecnie tylko dyfuzory o działaniu ciągłym, napełniane i opróżniane automatycznie.